# Епархия Энкарнасьона
Епархия Энкарнасьона (исп. Diócesis oder Obispado de Encarnación, лат. Dioecesis Sanctissimae Incarnationis) — епархия Римско-Католической церкви c центром в городе Энкарнасьон, Парагвай. Распространяет свою юрисдикцию на департамент Итапуа. Входит в митрополию Асунсьона. Кафедральным собором епархии является церковь Пресвятой Девы Марии Воскресения.

## История
21 января 1957 года Папа Римский Пий XII издал буллу «Dum insano», которой учредил территориальную прелатуру Энкарнасьона и Альто-Параны, выделив её из епархий Консепсьона и Вильяррики. 25 марта 1968 года территориальная прелатура Энкарнасьона и Альто-Параны передала часть своей территории для образования новой территориальной прелатуры Альто-Параны (сегодня — епархия Сьюдад-дель-Эсте).
19 апреля 1990 года Папа Римский Иоанн Павел II издал буллу «Crevisse iam», которой преобразовал территориальную прелатуру Энкарнасьона в епархию.

## Ординарии епархии
- епископ Johannes Wiesen S.V.D.[1] (21.01.1957 — 1.03.1972);
- епископ Juan Bockwinckel S.V.D. (11.05.1968 — 24.07.1987);
- епископ Хорхе Адольфо Карлос Ливьерес Банкс (24.07.1987 — 5.07.2003);
- епископ Ignacio Gogorza Izaguirre S.C.I. di Béth. (12.07.2004 — 15.11.2014);
- епископ Francisco Javier Pistilli Scorzara, J. Sch. (с 15.11.2014 года по настоящее время).